# Overnight Sensation
Az Overnight Sensation album a brit Motörhead zenekar 1996-ban megjelent, sorrendben tizenharmadik stúdiólemeze és egyben az első, melyet a mai napig fennálló Lemmy, Phil Campbell, Mikkey Dee összeállítású Motörhead készített. Az Ace of Spades (1980) album óta először szerepelt zenekari fotó a lemezborítón.

## Története
A lemez munkálatait ismét Howard Benson producer felügyelte, aki az előző két albumon is együtt dolgozott a Motörheaddel. A dalokat már az előző album, a Sacrifice (1995) turnéjának felénél elkezdték megírni. Négy hetet töltöttek a stúdióban, majd júniusban és júliusban az európai metal fesztiválokon léptek fel, aztán újabb négy hétre visszatértek a stúdióba, hogy befejezzék a lemezt.
Az Overnight Sensation sokkal változatosabb lett, mint elődje. A thrashes "Civil War" és "Eat the Gun" daloktól kezdve a középtempós, húzós "Listen To Your Heart"-on és az ironikus szövegű címadó számon keresztül az ősi hangulatú "Don't Believe a Word"-ig és a "Love Can't Buy You Money" basszusgitárszólójáig az album minden pillanata egy magabiztos és jó formában lévő Motörheadet mutat. Mikkey Dee például egyetlen nap alatt dobolta fel a dobsávokat.
Egyébként a Robbóval készített Another Perfect Day óta hivatalosan ez volt az első olyan album, amin hárman játszottunk. Ha tudni szeretnéd, hogy ez milyen lehetett - ugyanúgy ment, mintha négyen lettünk volna, annyi különbséggel, hogy az egyik fickó nem volt ott! Egy kicsit vészterhesebb volt, de csak azért, mert Phil, mint egyedüli gitáros, úgy érezte, hogy nagy súly nehezedik a vállára (és így is volt). Úgyhogy ő nagyobb nyomás alatt volt, de nagyon jól vizsgázott. Az Overnight Sensation az ő egyik remeklése.

## Az album dalai
1. "Civil War" (Campbell, Lemmy, Dee, Max Ax) – 3:01
2. "Crazy Like a Fox" (Lemmy, Campbell, Dee) – 4:32
3. "I Don't Believe a Word" (Lemmy, Campbell, Dee) – 6:31 videóklip
4. "Eat the Gun" (Lemmy, Campbell, Dee) – 2:13
5. "Overnight Sensation" (Lemmy, Campbell, Dee) – 4:10
6. "Love Can't Buy You Money" (Lemmy, Campbell, Dee) – 3:06
7. "Broken" (Lemmy, Campbell, Dee) – 4:34
8. "Them Not Me" (Lemmy, Campbell, Dee) – 2:47
9. "Murder Show" (Lemmy, Campbell, Dee) – 3:03
10. "Shake the World" (Lemmy, Campbell, Dee) – 3:29
11. "Listen to Your Heart" (Lemmy) – 3:45

## Közreműködők
- Ian 'Lemmy' Kilmister – basszusgitár, ének, akusztikus gitár
- Phil Campbell – gitár
- Mikkey Dee – dobok